# Ханджян, Арсен Пениаминович
Арсен Пениаминович Ханджян (род. 5 августа 1989) — российский и армянский самбист и дзюдоист, чемпион и призёр чемпионатов России по самбо, чемпион России по дзюдо, чемпион Армении по дзюдо, чемпион и призёр чемпионатов Европы по самбо, чемпион мира по самбо, Заслуженный мастер спорта России.
Начал заниматься борьбой с семи лет в СДЮСШОР № 4 г. Сочи. Через 10 лет одержал победу на чемпионате мира среди юниоров в Сербии.

## Спортивные результаты
- Чемпионат России по самбо 2012 года — ;
- Чемпионат России по самбо 2013 года — ;
- Чемпионат России по самбо 2014 года — ;
- Чемпионат Армении по самбо 2015 года — ;

Выступая на молодёжных чемпионатах мира дважды становился чемпионом (2007, 2009).
Приказом министра спорта РФ от 06 октября 2014 года № 139-нг удостоен почётного звания заслуженный мастер спорта России.

### Дзюдо
- Чемпионат России по дзюдо 2014 года — .
- Чемпионат Армении по дзюдо 2018 года — [4].